# Чемпионат Макао по футболу
Чемпионат Макао по футболу — футбольный чемпионат Макао, управляется Футбольной Ассоциацией Макао. Высшая лига профессиональна. Традиционно изолирован от основного чемпионата КНР из-за того, что Макао до 1999 года находился под португальским управлением и является отдельным членом ФИФА. Состоит из трёх дивизионов.

## Первый дивизион
Первый дивизион чемпионата Макао по футболу (порт. Campeonato da 1ª Divisão do Futebol). В нём выступает 10 команд. Текущий чемпион — клуб «Бенфика».

### Команды
- Бенфика
- Виндзор Арч Цзя И
- Кей Лун
- Лай Чи
- Монте-Карло
- Полисиа ди Сегуранса Публика
- Спортинг
- МФА Девелопмент
- Чао Пак Кей
- Чень Фунь

### Выбывшие команды

#### 2009
- Vong Chiu — выбыл во второй дивизион.
- Hong Lok — выбыл во второй дивизион.

#### 2008
- Сюн Ди[2]
- Монте-Карло[2]
- Хуа Лянь[2]

#### 2007
- Цянь Чжун — за неспособность заявить адекватное число игроков.
- Цян Ши — запрещено участие в матчах чемпионата на 2 года за 2 договорные игры.
- Гуань Ди — выбыл во второй дивизион.

#### 2006
- Хай Фан — выбыл во второй дивизион.
- Серфичус де Алфанега — выбыл во второй дивизион.

#### 2005
- Гуань Ди — выбыл во второй дивизион.
- Kei Lun — выбыл во второй дивизион.

### Победители
| - 1949: Полисиа ди Сегуранса Публика - 1950—1972: неизвестно - 1973: Полисиа ди Сегуранса Публика - 1974—1983: неизвестно - 1984: Вань Суй - 1986: Хэ Цюнь - 1987: Хэ Цюнь - 1988: Вань Суй - 1989: Хэ Цюнь - 1990: Хэ Цюнь - 1991: Спортинг де Макао - 1992: Лам Пак - 1993: Лин Янь - 1994: Лам Пак - 1995: Артилейруш - 1996: Артилейруш - 1997: Лам Пак - 1998: Лам Пак - 1999: Лам Пак | - 2000: Полисиа ди Сегуранса Публика - 2001: Лам Пак - 2002: Монте-Карло - 2003: Монте-Карло - 2004: Монте-Карло - 2005: Полисиа ди Сегуранса Публика - 2006: Лам Пак - 2007: Лам Пак - 2008: Монте-Карло - 2009: Лам Пак - 2010: Виндзор Арч Цзя И - 2011: Виндзор Арч Цзя И - 2012: Виндзор Арч Цзя И - 2013: Монте-Карло - 2014: Бенфика - 2015: Бенфика - 2016: Бенфика - 2017: Бенфика - 2018: Бенфика |

## Второй дивизион
Второй дивизион чемпионата Макао по футболу (порт. Campeonato da 2ª Divisão do Futebol) — вторая по уровню лига Макао. В ней выступает 10 команд.

### Чемпионы
| - 2002: Хай Фан - 2005: регулярный чемпионат Хай Фан, плей-офф Кин Чон - 2006: Хуан Чао - 2007: АМКМ - 2008: Цзя И - 2009: Порту - 2010: Хонг Нгай | - 2011: Куан Тай - 2012: Чао Пак Кей - 2013: Спортинг - 2014: Каша ди Португал эм Макау - 2015: Ло Люнь - 2016: МФА Девелопмент - 2017: Хан Сай |